# Acontia irregularis
Acontia irregularis là một loài bướm đêm trong họ Noctuidae.